# Friedrich List

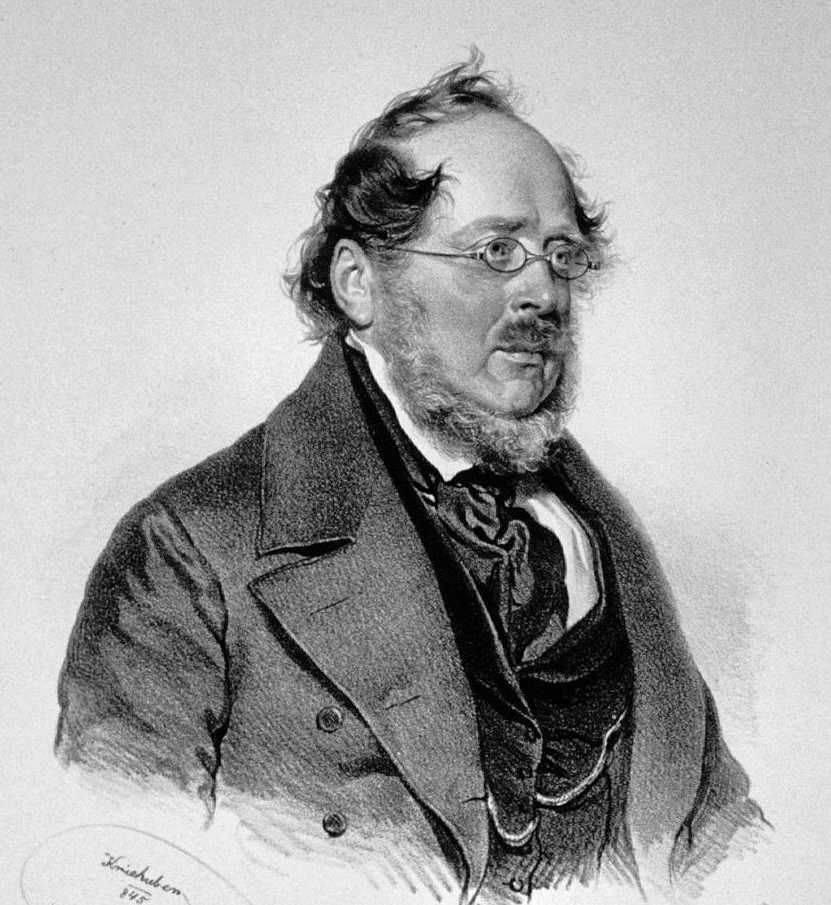
Friedrich List in 1845

Friedrich List (Reutlingen, 6 augustus 1789 – Kufstein, 30 november 1846) was een Duits econoom. Hoewel liberaal, had hij andere ideeën over nationale ontwikkeling dan de Engelse vrijhandelsdenkers.

## Carrière
List studeerde in Thüringen en werd er in 1817 professor economie. In 1819 moest hij om politieke redenen ontslag nemen en werd hij even journalist. De stad Reutlingen vaardigde hem in 1820 af naar de standenvertegenwoordiging van het koninkrijk Württemberg. Hij bleef oppositie voeren en ging om moeilijkheden te ontlopen reizen door Europa. Bij terugkeer werd hij aangehouden en verbannen naar Amerika. Hij verwierf er het staatsburgerschap en keerde in 1833 als Amerikaans consul terug naar Duitsland. Hij hielp er de basis leggen voor het Zollverein (de douane-unie tussen Duitse landen) en voor het Duitse spoornet.

## Gedachtegoed
Zijn gedachtegoed werd sterk beïnvloed door de economische omstandigheden na de val van Napoleon Bonaparte. Het Continentaal stelsel ging ten onder en Engeland kon op grote schaal industriële goederen exporteren naar het Europese vasteland. De industrie die onder Napoleon een kans had tot ontwikkeling te komen werd door goedkope Engelse producten uit de markt gedrukt.
In zijn boek The Natural System of Political Economy voorzag hij een goede economische toekomst van een land als er sprake was van een harmonieuze balans van landbouw, industrie en handel. De agrarische samenleving was in zijn visie stabiel en gericht op fysieke arbeid, maar de industrie was de “mother and father of science, litarature, arts, enlightment, freedom, useful institutions, and national power and independence”. Vooruitgang was alleen mogelijk door de inzet van alle ”productive powers” zoals land, natuurlijke hulpbronnen en goede infrastructuur, maar ook politieke en sociale instituties inclusief onafhankelijke rechtspraak, onderwijs, gezondheidszorg en defensie. Een grote binnenlandse markt was essentieel, want buitenlandse afzetmarkten waren minder zeker.
List zag ook economische vooruitgang in een land als het doorlopen van een viertal fases. In de eerste fase is sprake van een agrarische samenleving gericht op zelfvoorziening. Huisnijverheid en handwerkers maakten artikelen voor een kleine markt en er is nauwelijks tot geen handel met anderen. In de tweede fase nemen de contacten tussen stad en platteland toe. Van de stad komen ideeën die ingezet worden om de landbouwproductie te verhogen en de kwaliteit van het handwerk te verbeteren. In de derde fase nemen de contacten toe, het transport wordt gemakkelijker en grotere productie eenheden, zoals fabrieken, komen er bij. Was eerst een gemeenschap zelfvoorzienend, in deze fase kan het hele land in de eigen behoefte voorzien. In de vierde fase neemt de buitenlandse handel toe, grond- en hulpstoffen worden geïmporteerd en eindfabrikaten worden geëxporteerd. List was de eerste die wees op de mogelijke groeifasen die een land kan doorlopen.
List stond mede daarom kritisch tegenover de vrijhandelsdoctrine en pleitte voor protectionisme, althans in de beginfase van de nationale ontwikkeling. De beginnende industrie moest beschermd worden tegen de fabrikanten in economisch meer ontwikkelde landen. Was de industrie en op een gelijk niveau gekomen dan konden de protectionistische maatregelen verdwijnen. De internationale concurrentie moest de fabrikanten stimuleren de producten te verbeteren en de productieprocessen te stroomlijnen. Hij onderbouwde zijn stellingen met voorbeelden uit de geschiedenis en wordt daarom tot de historische school gerekend. Zowel politiek als economisch was hij liberaal, wat niet wegneemt dat hij ook als een vader van het Germaanse nationalisme aanzien wordt.

## Invloed
Voor 1914 was Friedrich List met Karl Marx een van de meest gerenommeerde Duitse economen. Zijn ideeën hadden grote invloed op economen als Henry Charles Carey en Eugen Dühring, maar vooral ook op beleidsmakers. Kanselier Bismarck had zijn werk steeds bij de hand en in Japan werd het grondig bestudeerd. In de jaren 30 beleefde Duitsland een "List-Renaissance".

## Publicatie (selectie)
- (de)  Das nationale System der politischen Ökonomie (1841)
- (en)  The National System of Political Economy (Engelse vertaling)

- Bibsys: 90162603
- Biblioteca Nacional de Chile: 000511553
- Bibliothèque nationale de France: cb12298931b (data)
- CiNii: DA00568277
- Gemeinsame Normdatei: 118573489
- Historisch woordenboek van Zwitserland: 032204
- International Standard Name Identifier: 0000 0001 2099 8224
- Library of Congress Control Number: n50051360
- Bibliotheek van het Japanse parlement: 00447833
- Nationale Bibliotheek van Tsjechië: skuk0000806
- Nationale bibliotheek van Australië: 35308114
- Nationale Bibliotheek van Israël: 987007297626105171
- Nationale Bibliotheek van Polen: a0000001744097
- Nationale en Universitaire bibliotheek Zagreb: 000059567
- Nederlandse Thesaurus van Auteursnamen: 068384505
- LIBRIS: 296085
- SNAC: w66t0qmq
- Système universitaire de documentation: 031850871
- Trove: 906065
- Virtual International Authority File: 22206527
- WorldCat: E39PBJfxdy8HvdxT8pWDkgcMfq